# Live from the Atlantic Studios
Live from the Atlantic Studios es el tercer álbum en vivo de la banda australiana de hard rock AC/DC y salió a la venta el 18 de noviembre de 1997. Todas las canciones están escritas por Angus Young, Malcolm Young, y Bon Scott.

## Lista de canciones
01. "Live Wire" - 6:17
02. " Problem Child" - 4:41
03. "High Voltage" - 6:01
04 "Hell Ain't a Bad Place to Be" - 4:18
05. "Dog Eat Dog" - 4:45
06. "The Jack" - 8:41
07. "Whole Lotta Rosie" - 5:15
08. "Rocker" - 5:33

## Personal

### Banda
- Bon Scott - vocalista
- Angus Young - guitarra líder
- Malcolm Young - guitarra rítmica, coros
- Cliff Williams - bajo, coros
- Phil Rudd - batería

### Producción
- Jimmy Douglas - ingeniero
- Tony Platt - asistente ingeniero